# Tehran Times
Le Tehran Times est un journal iranien en langue anglaise fondé en 1979. L'ayatollah Mohammad Beheshti a défini sa ligne éditoriale de la manière suivante : « Le Tehran Times n'est pas le journal du gouvernement ; il doit être une voix forte de la révolution islamique et le porte-voix des peuples opprimés dans le monde. »